# Arnold Vinick

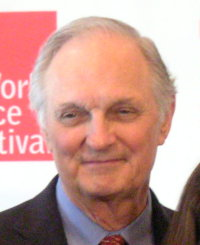
Aktor wcielający się w rolę Vincka – Alan Alda

Arnold Vinick (ur. 1940 w Nowym Jorku) – fikcyjna postać powołana do życia przez twórców amerykańskiego serialu Prezydencki poker (The West Wing). W rolę Vinicka wcielił się Alan Alda.
Wieloletni i wpływowy Senator z Kalifornii, gdzie się wychowywał (zasiadał w izbie wyższej Kongresu przez 24 lata, wybrany po raz pierwszy w 1982 roku), Vinick był kandydatem Partii Republikańskiej w wyborach prezydenckich w 2006 roku. Wiadomo, iż przed Senatem był członkiem stanowej legislatury i rady hrabstwa.
Vinick reprezentował umiarkowane, a miejscami i liberalne skrzydło w większości konserwatywnej partii. Przejawiało to się w jego poparciu dla prawa do przerywania ciąży oraz konfliktem z przedstawicielami religijnych fundamentalistów. Z drugiej strony w kwestiach gospodarczych był zdecydowanie konserwatywny.
Początkowo nie dawano mu większych szans na uzyskanie nominacji, z uwagi na brak zaufania ze strony konserwatywno/religijnego elektoratu. Wśród jego kontrkandydatów znajdowali się m.in. były spiker Izby Reprezentantów i były prezydent Glen Allen Walken oraz teleewangelista Don Butler (postać nawiązująca do Pata Robertsona). Początkowo za fawotyta uchodził Walken. Jednakże Vinickowi udało się zdobyć nominację. Kandydatem na wiceprezydenta, dla „ideologicznego zrównoważenie liberalizmu Vinicka” został konserwatywny gubernator Wirginii Zachodniej Ray Sullivan.
Demokratycznymi kontrkandydatami Vinicka i Sullivana byli kongresmen Matt Santos z Teksasu oraz były szef sztabu Białego Domu Leo McGarry.
Aczkolwiek Vinick zwyciężył w głosowaniu powszechnym przewagą 7786 głosów, podczas gdy Santon uzyskał tylko dwa głosy elektorskie ponad wymagane minimum. Vinick mimo nalegań sztabu nie podważył wyników. Wiceprezydent elekt McGarry niespodziewanie zmarł w noc wyborczą.
Początkowo Vinick planował kandydować ponownie w 2010, ale zrezygnował po złożonej mu przez Santosa propozycji objęcia stanowiska sekretarza stanu z dużym zakresem swobody działania.
Początkowo twórcy serialu planowali zwycięstwo wyborcze senatora, ale po nagłej śmierci grającego McGarry’ego Johna Spencera uznali, iż strata partnera wraz z jednoczesnym przegraniem wyborów „to będzie dla Santosa za wiele”.
Postać Vinicka, z uwagi na umiarkowane poglądy oraz konflikt z religijną prawicą, a także pewne cechy charakteru, jest uważana za wzorowaną na Johnie McCainie lub Barrym Goldwaterze.

## Serialowe wybory w 2006
- Matt Santos/Leo McGarry (D) – 68 746 542 (49,998%) i 272 głosy elektorskie
- Arnold Vinick/Ray Sullivan (R) – 68 754 328 (50,002%) i 266 głosy elektorskie